# Tsjechië op het Eurovisiesongfestival 2016

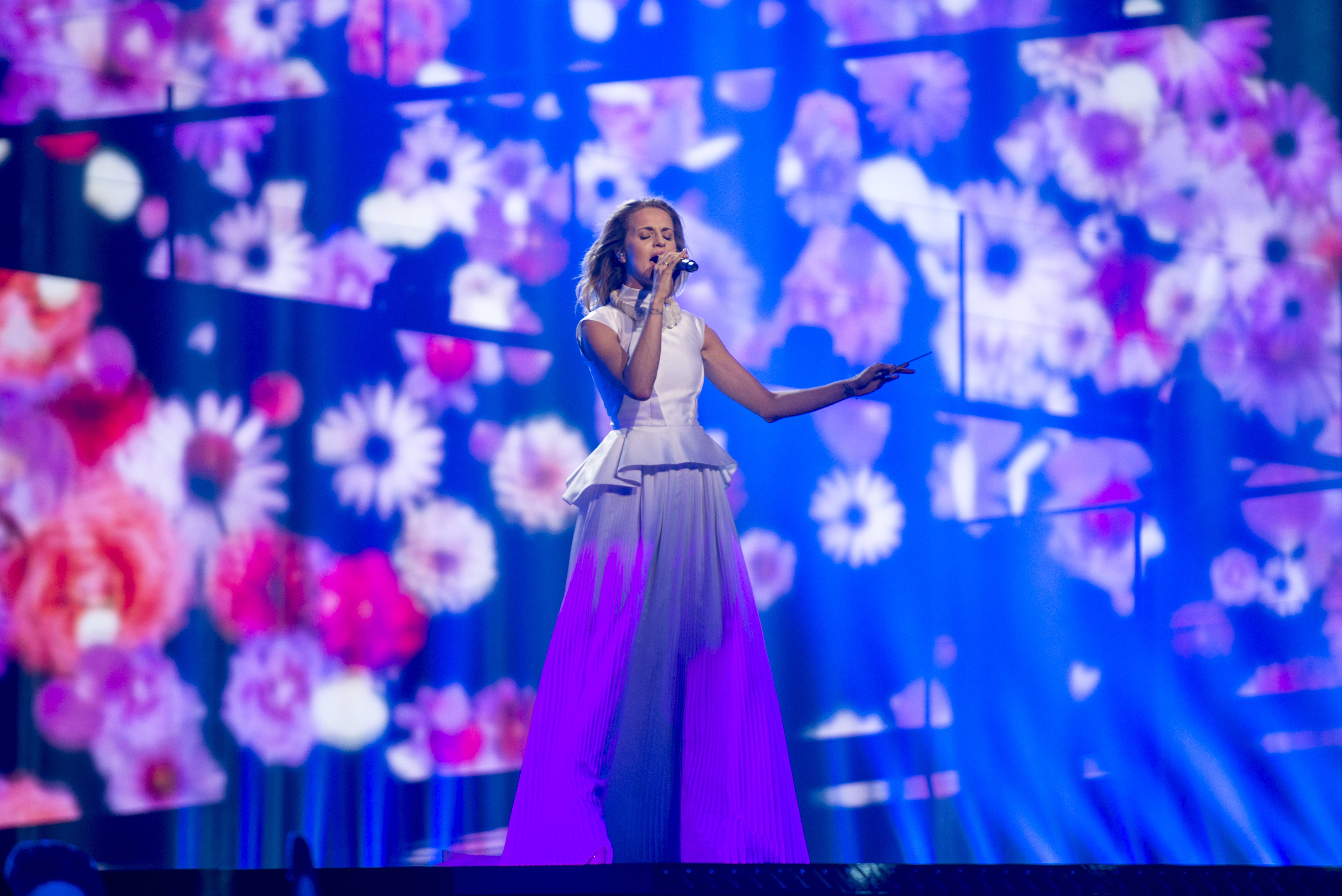
Gabriela Gunčíková zorgde voor de eerste Tsjechische finaleplaats in de geschiedenis

Tsjechië nam deel aan het Eurovisiesongfestival 2016 in Stockholm, Zweden. Het was de 5de deelname van het land op het Eurovisiesongfestival. ČT was verantwoordelijk voor de Tsjechische bijdrage voor de editie van 2016.

## Selectieprocedure
De Tsjechische openbare omroep bevestigde op 31 augustus 2015 te zullen deelnemen aan de volgende editie van het Eurovisiesongfestival. ČT opteert voor een interne selectie. Jan Bors werd aangeduid om een act samen te stellen. Het was lange tijd onduidelijk hoe de Tsjechische act voor Stockholm geselecteerd zou worden. Pas op 11 maart 2016 kwam de Tsjechische openbare omroep met een mededeling dat het Gabriela Gunčíková intern had geselecteerd voor deelname aan het Eurovisiesongfestival 2016. Meteen werd ook haar nummer vrijgegeven: het volledig Engelstalige I stand.

## In Stockholm
Tsjechië trad in Stockholm in de eerste halve finale op dinsdag 10 mei 2016 aan. Gabriela Gunčíková trad als tiende van achttien acts op, net na Sergej Lazarev uit Rusland en gevolgd door Minus One uit Cyprus. Tsjechië wist zich te plaatsen voor de finale op zaterdag 14 mei. Het is de eerste keer dat Tsjechië de finale haalt.
In de finale trad Tsjechië als tweede van de 26 acts aan. Gunčíková haalde er de 25ste plaats en werd zo voorlaatste.
2007 · 2008 · 2009 · 2010-2014 · 2015 · 2016 · 2017 · 2018 · 2019 · 2020 · 2021 · 2022 · 2023 · 2024 · 2025
Albanië · Armenië · Australië · Azerbeidzjan · België · Bosnië en Herzegovina · Bulgarije · Cyprus · Denemarken · Duitsland · Estland · Finland · Frankrijk · Georgië · Griekenland · Hongarije · Ierland · IJsland · Israël · Italië · Kroatië · Letland · Litouwen · Macedonië · Malta · Moldavië · Montenegro · Nederland · Noorwegen · Oekraïne · Oostenrijk · Polen · Rusland · San Marino · Servië · Slovenië · Spanje · Tsjechië · Verenigd Koninkrijk · Wit-Rusland · Zweden · Zwitserland